# Superliga de Baloncesto de Venezuela
No debe confundirse con la Superliga Profesional de Baloncesto.
La Super Liga de Baloncesto, más conocida por sus siglas SLB, fue la máxima competición de baloncesto profesional que se disputaba en Venezuela desde 2020. Fundada por la Federación Venezolana de Baloncesto como iniciativa de rescatar el baloncesto profesional en el país suramericano, reemplazando así como máxima competición a la Liga Profesional de Baloncesto de Venezuela, cuyo último evento profesional fue el formato Copa LPB 2019.
En 2022 se fusiona con la LPB para dar paso a la Superliga Profesional de Baloncesto.

## Historia
Luego de la última copa organizada por la Liga Profesional de Baloncesto de Venezuela y las incertidumbres deportivas y económicas que llevaron a sanciones de varios equipos por parte de la FIBA imposibilitados así de organizar torneos oficiales. En diciembre de 2019, el nuevo presidente de la Federación Venezolana de Baloncesto, Hanthony Coello, anunció una nueva liga llamada Superliga de Baloncesto que reemplazaría a la LPB, con la iniciativa de rescatar y evolucionar el baloncesto en el país, una liga profesional que sustente el tiempo.
El proyecto original de la liga estuvo liderado por Oswaldo Narváez, destacado dirigente egresado del programa MEMOS del COI. Narváez tuvo la misión de articular un nuevo modelo competitivo que sentó las bases para la Superliga de Baloncesto.
En marzo de 2020 todo estaba preparado para la presentación oficial del torneo, pero la pandemia de COVID-19 obligó a suspender todo.
Más tarde en septiembre de 2020, la SuperLiga se pronunció y anuncio el mes de octubre como fecha de inicio de la primera edición del torneo. Mediante un comunicado oficial se dio a conocer puntos importantes de cara al inicio de la temporada 2020, la misma iba a constar la participación de 16 equipos, 6 provenientes de la LPB.
Tras reuniones entre dueños de equipos y la federación, se llegó a un acuerdo de inicio del torneo para el mes de noviembre del mismo año en formato burbuja copiando el sistema existo de la NBA, en la ciudad de La Asunción, estableciendo también las medidas de bioseguridad para prevenir contagios, pero a 22 días de comienzo del torneo, Cocodrilos de Caracas, Trotamundos de Carabobo y Guaros de Lara decidieron no participar en dicho torneo, dejando en 13 los equipos participantes para la primera edición del torneo.

## Equipos
| Equipo                    | Ciudad                 | Pabellón                                   | Capacidad | Temporadas |
| ------------------------- | ---------------------- | ------------------------------------------ | --------- | ---------- |
| Cocodrilos de Caracas     | Caracas                | Gimnasio José Beracasa                     | 6100      | 1          |
| Guaiqueríes de Margarita  | La Asunción            | Gimnasio Ciudad de La Asunción             | 10 000    | 2          |
| Trotamundos de Carabobo   | Valencia               | Forum de Valencia                          | 10 000    | 1          |
| Bucaneros de La Guaira    | La Guaira              | Domo José María Vargas                     | 8000      | 2          |
| Gigantes de Guayana       | Ciudad Guayana         | Gimnasio Hermanas González                 | 2500      | 2          |
| Llaneros de Guárico       | San Juan de los Morros | Domo Olímpico                              | 5500      | 2          |
| Cangrejeros de Monagas    | Maturin                | Gimnasio Gilberto Roque Morales            | 3000      | 2          |
| Spartans Distrito Capital | Caracas                | -Gimnasio José Joaquín Papá Carrillo-]]    | --        | 2          |
| Diablos de Miranda        | Los Teques             | Gimnasio José Joaquín Papá Carrillo        | 3500      | 2          |
| Broncos de Caracas        | Caracas                | [[--[Gimnasio José Joaquín Papá Carrillo]] | --        | 2          |
| Gladiadores de Anzoátegui | Puerto La Cruz         | Gimnasio Luis Ramos                        | 5500      | 2          |
| Brillantes de Maracaibo   | Maracaibo              | Gimnasio Pedro Elias Belisario Aponte      | 4500      | 2          |
| Héroes de Falcon          | Punto Fijo             | Gimnasio Fenelon Diaz                      | --        | 1          |
| Supersónicos de Miranda   | Los Teques             | Gimnasio José Joaquín Papá Carrillo        | 3500      | 2          |
| Centauros de Portuguesa   | Guanare                | Gimnasio Lara Figueroa                     | 2500      | 2          |
| Indios de Caracas         | Caracas                | Gimnasio Vertical de Chacao                | --        | 1          |
| Taurinos de ARAGUA        | Maracay                | Gimnasio Rafael Romero Bolívar             | 4200      | 1          |
| Condores del Zulia        | Maracaibo              | Gimnasio Pedro Elias Belisario Aponte      | 4500      | 2          |
| Marinos de Anzoátegui     | Puerto La Cruz         | Gimnasio Luis Ramos                        | 5500      | 2          |